# فينيالي مونفيراتو
فينيالي مونفيراتو (بالإيطالية: Vignale Monferrato)‏ هي بلدية في مقاطعة ألساندريا في إقليم بييمونتي في إيطاليا.

## السكان
في سنة 1861 بلغ عدد السكان 2٬964 نسمة، وتطور العدد ليصل في سنة 2011 لـ 1٬068 نسمة.
يظهر هذا المخطط البياني تطور النمو السكاني لـ فينيالي مونفيراتو

## أعلام
- إرالدو مونزيليو